# لیک هارت (ایندیانا)
لیک هارت (به انگلیسی: Lake Hart) یک منطقهٔ مسکونی در ایالات متحده آمریکا است که در شهرستان مورگان، ایندیانا واقع شده‌است. لیک هارت ۲۱۳ نفر جمعیت دارد و ۲۳۵٫۰ متر بالاتر از سطح دریا واقع شده‌است.